# Gáspár Bekes

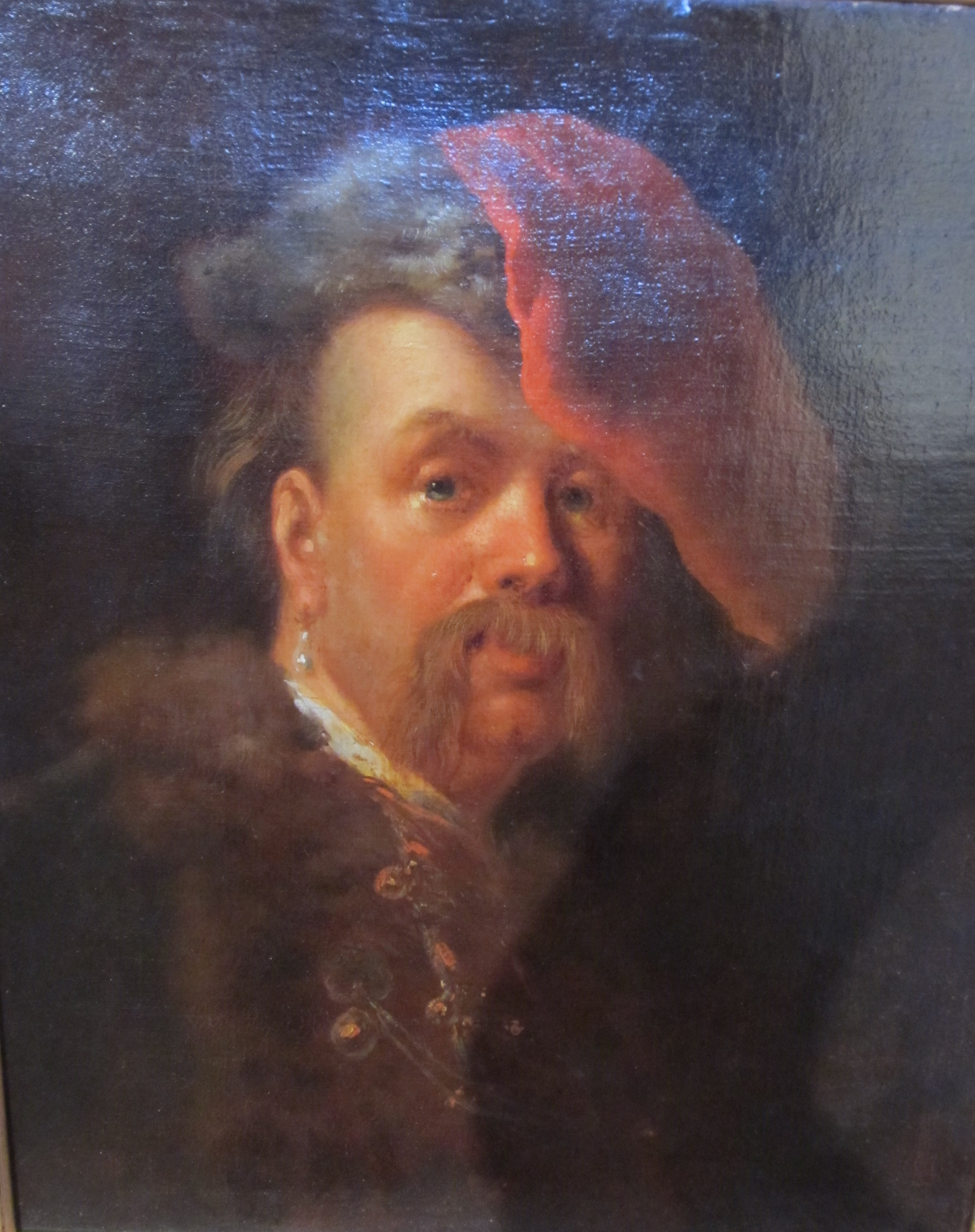
Portret uit ca.1730 van Alexis Grimou

Gáspár Bekes de Kornyát (1520 - 7 november 1579) was usurpator van het vorstendom Transsylvanië van 1571 tot 1576.

## Levensloop
Gáspár Bekes was de schatbewaarder van Johan II Sigismund Zápolya. Toen Johan II Sigismund in 1571 na een ziekte kinderloos stierf, had hij Gáspár Bekes aangeduid als zijn opvolger, maar de leiders van het land kozen voor Stefanus Báthory. Gáspár Bekes kreeg de steun van keizer Maximiliaan II en ging in de tegenaanval, maar verloor.
Toen Hendrik van Valois in 1574 afstand deed van de Poolse troon, ontstond er in Oost-Europa een groot vacuüm en maakte Gáspár Bekes opnieuw kans om zijn plaats in te nemen. Gesteund door de Szeklers, begon hij een nieuwe opstand, maar zijn troepen werden verslagen in de slag bij Kerelőszentpál in 1575.
In 1576 werd Stefanus Báthory koning van het Pools-Litouwse Gemenebest en stierf keizer Maximiliaan II. Alle hoop om zijn positie nog te herwinnen verdween en hij verzoende zich met Stefanus Báthory. Hij vocht aan zijn zijde tijdens de Opstand van Danzig (1575-1577) en de Lijflandse Oorlog. Tijdens een van de veldtochten werd hij ziek en stierf op 7 november 1579.